# Garderbroek
Garderbroek is een buurtschap in de Nederlandse gemeente Barneveld (provincie Gelderland). De buurtschap ligt ten zuidwesten van het dorp Stroe, waartoe zij behoort. Andere nabijgelegen kernen zijn Voorthuizen (ten noordwesten), Barneveld (ten zuidwesten) en Kootwijkerbroek (ten zuiden van de buurtschap).
Garderbroek ligt dicht bij de snelweg A1 tussen Amersfoort en Apeldoorn. De buurtschap heeft onder andere een eigen buurtvereniging, maar aangezien Garderbroek zelf een te klein inwoneraantal heeft, moet voor faciliteiten als levensmiddelenvoorziening worden uitgeweken naar Barneveld of Voorthuizen.
Dorpen: Achterveld · Barneveld · De Glind · Garderen · Harselaar · Kootwijk · Kootwijkerbroek · Stroe · Terschuur · Voorthuizen · Zwartebroek

Buurtschappen: Boveneinde · Drieënhuizen · Essen · Esveld · Garderbroek · Kallenbroek · Moorst (deels) · Ouwendorp · Wessel

Gelderland: Steden en dorpen in Gelderland      Nederland: Provincies · Gemeenten